# Windows 9x系
Windows 9x系（ウィンドウズ 9エックスけい）とは、マイクロソフト製のオペレーティングシステム（OS）のうち、Windows 95及びそれを元に開発されたOSの総称である。

## バージョンの変遷
以下のWindowsオペレーティングシステムが、Windows 9x系に該当する。内部バージョンとしては、Windows 3.1を引き継いだものとなっている。
| Win Ver. | DOS Ver.              | プロダクト名              | 発売年（日本語版） |
| -------- | --------------------- | ------------------------- | ------------------ |
| 4.0      | 7.0 （OSR2以降は7.1） | Windows 95                | 1995年11月23日     |
| 4.10     | 7.1                   | Windows 98                | 1998年7月25日      |
| 4.10     | 7.1                   | Windows 98 Second Edition | 1999年9月10日      |
| 4.90     | 8                     | Windows Me                | 2000年9月23日      |

Windows Meを最後に、Windows 9x系のOSは終焉を迎え、それ以降はWindows XPをはじめとしたWindows NT系に一本化されている。また、2001年12月31日にWindows 95が、2006年7月11日にその他全ての9x系のオペレーティングシステムが、マイクロソフトによるサポートを打ち切られた。そのため、セキュリティ上の欠陥が見つかっても修正パッチが提供されず危険である。やむを得ず利用する場合は自己責任において、インターネットには接続せずUSBメモリ等の外部のメディアも一切使用しないことが必要である。
なお、一部の古い周辺機器（プリンターなど）で代替機種が存在しない場合に、依然としてこれら9x系のOSが継続して使用されている場合もみられるが、この場合も上記の注意は必要である。

## Windows 9x系OSの特徴
Windows 9x系は、MS-DOSとWindows 3.1を融合し、拡張・発展させたWindows 95を基本構造としたOS群である。Windows 3.1と同様に、MS-DOSからWindowsを起動する。
Windows 3.1（MS-DOS 6.22）以前との互換性を持たせるため、カーネルに16ビットのコードと32ビットのコードが混在するという特徴がある。

### マルチメディア
Windows 9x系のOSは、一般消費者や家庭向けのOSとしてリリースされ、ゲームや楽曲映像などのマルチメディア系（動的なコンテンツ）の機能や使いやすさが重視されていた。同時期に、開発、及び、発売していたWindows NT系は、企業向けで安定性が重視されており、マルチメディア機能に乏しく、一般には解りにくい機能も多かった。Windows XPで9x系とNT系の統合が行われ、9x系の持つマルチメディア機能や使いやすさがNT系に継承された。

### 安定性
Windows 9x系のOSは、安定稼働に難がある部分がある。これはOSの構造によるもので、カーネルの一部に16ビットコードを含むこともあり、システムリソースの不足を招きやすく、フリーズ、クラッシュ、ブルースクリーンの発生を頻発させることが、安定性に欠ける主な要因である。
とりわけ9x系最終バージョンのWindows Meは、16ビットコードの問題を引き継いだまま多機能化を図ったため、システムリソースの消費が他の9x系OSよりも著しく、そのために9x系OSの中でも（最新のバージョンであるにもかかわらず）特に不安定である。
ハードウェアの強化やユーザーによるメンテナンスにより、不安定さはある程度軽減できるが、そもそもが構造上の脆弱性から発生する問題であり、不安定さを根本的に解消できるものではない。

### 技術的制限
Windows 9x系のオペレーティングシステムでは、以下の制限が設けられている。
- システムリソース - ユーザーヒープ及びGDIヒープの二つに分かれ、それぞれ64KBまでの領域しか扱うことができない。
- アルファチャンネル及び透過性を利用することができない[注釈 3]。
- 複数のCPU（マルチコアを含む）を利用することができない。
- 512MBを超えるメモリを積むと、キャッシュシステム (Vcache) がメモリを認識できないため、起動に失敗する。これは、Vcacheが使用するメモリ量を制限することで回避できる[4]。
- （Windows 98の場合）1GB以上のメモリを積んでいる場合も、メモリ管理システムの問題で起動ができなくなる。これは、Windowsが使用する物理メモリの量を制限することで回避できる[5]。
- Windows 95およびWindows 98は、2.1GHzを超えるCPUを搭載しているコンピュータでインストールに失敗することがある。
- サポートされているハードディスクの最大容量は137GBまで。ただし、非公式なものでは2TBまで扱えるものがある[注釈 4]。